# Ганкова
Ганкова (словац. Hankova) — село в окрузі Рожнява Кошицького краю Словаччини. Площа села 10,83 км². Станом на 31 грудня 2016 року в селі проживало 85 жителів.

## Історія
Перші згадки про село датуються 1556 роком.

## Населення
| Рік:            | 1994. | 2004.    | 2014.    | 2024.   |
| --------------- | ----- | -------- | -------- | ------- |
| Кількість осіб: | 73    | 55       | 83       | 78      |
| Різниця:        |       | -24,65 % | +50,90 % | -6,02 % |

| Рік:            | 2023. | 2024.   |
| --------------- | ----- | ------- |
| Кількість осіб: | 79    | 78      |
| Різниця:        |       | -1,26 % |